# Новоселы (Кыласовское сельское поселение)
Новосёлы — деревня в Кунгурском районе Пермского края в составе Кыласовского сельского поселения.

## География
Находится в северной части Кунгурского района на левом берегу Сылвы менее чем в 11 километрах от села Кыласово по прямой на восток-юго-восток.

## Климат
Климат умеренно-континентальный с продолжительной снежной зимой и коротким, умеренно-тёплым летом. Средняя температура июля составляет +17,8 °С, января −15,6 °С. Среднегодовая температура воздуха составляет +1,3 °С. Средняя продолжительность периода с отрицательными температурами составляет 168 дней и продолжительность безморозного периода 113 дней. Среднее годовое количество осадков составляет 539 мм.

## История
Известна с 1782 года как деревня Новосёлова. С 1903 по 1936 год считалась селом.

## Население
Постоянное население составляло 32 человек в 2002 году (100% русские), 27 человек в 2010 году.